# Список правителей королевства Островов

Герб лордствa островов.

Королевство Островов — гэльско-норвежское государство в XII—XV веках на Гебридских островах и западном побережье Шотландии. До 1266 года государство находилось в вассальной зависимости от Норвегии, позднее — Шотландии. С 1336 года правители именовались лордами Островов. Правящий дом — династия Сомерледа.

## Короли Островов
- 1156—1164: Сомерлед, с 1158 г. также король Мэна

Совместно:
- 1164 — 1200-е: Дугал I, король Аргайла
- 1164—1210: Ангус, король Гарморана
- 1164—1209: Ранальд, король Гебридских островов

## Период раздела

### Аргайл: линияМакдугалл
- 1200-е — 1247: Дункан
- 1200-е — ок. 1235: Дугал II Скрич
- 1247—1249: Юэн Макдугалл, с 1248 г. также король Островов
- 1249—1266: Дугал III Макруаири, король Островов
- 1255 — ок. 1270: Юэн Макдугалл, повторно
- ок. 1270 — 1309: Александр

### Гебридские острова: линияМакдональд
- 1209 — 1250-е: Дональд
- 1230: Успак
- 1250-е — 1295: Ангус Мор
- 1295—1299: Александр Ог
- 1299 — ок. 1318: Ангус Ог

## Лорды Островов
- ок. 1318 — 1387: Джон I
- 1387—1423: Дональд
- 1423—1449: Александр, с 1436 года также граф Росса
- 1449—1493: Джон II, до 1476 года также граф Росса

В 1493 году владения лорда Островов были присоединены к Шотландии.